# Карштет (Пригниц)
Карштет (њем. Karstädt) општина је у њемачкој савезној држави Бранденбург. Једно је од 26 општинских средишта округа Пригниц. Према процјени из 2010. у општини је живјело 6.628 становника. Посједује регионалну шифру (AGS) 12070173.

## Географски и демографски подаци
Карштет се налази у савезној држави Бранденбург у округу Пригниц. Општина се налази на надморској висини од 34 метра. Површина општине износи 252,2 km². У самом мјесту је, према процјени из 2010. године, живјело 6.628 становника. Просјечна густина становништва износи 26 становника/km².